# Zaynab bint Khuzayma
Zaynab bint Khuzayma (in arabo زينب بنت خزيمة‎?; 595 – Medina, 626) è stata la quinta moglie del profeta Maometto e fu soprannominata Umm al-Masakin, ossia "Madre dei poveri".
A causa della sua morte precoce, di Zaynab si conosce poco rispetto alle altre mogli di Maometto.

## Vita
Vi sono dubbi sull'età in cui Zaynab - che non apparteneva ai B. Quraysh ma ai Banū Hilāl - sposò il Profeta, perché se alcuni dicono fosse quasi trentenne, altri sostengono che avesse invece 48 anni. Descritta come molto bella fisicamente fu però nota più per il suo carattere "compassionevole" e ricco di "pietà" per i poveri.
Zaynab era stata sposata prima di Maometto a Tufayl ibn Harith, che la ripudiò o che le premorì. Zaynab sposò allora il fratello maggiore del defunto marito, 'Ubayda ibn al-Harith. Nel 624 'Ubayda morì a causa delle ferite ricevute nella battaglia di Badr, e Zaynab fu costretta a vivere poveramente. Ibn Kathir, nella sua al-Sira al-nabawiyya, afferma che il primo marito di Zaynab era stato Husayn ibn al-Harith e che il secondo marito si chiamava Jahsh ibn Riyab, che cadde nella battaglia di Uhud.
Esistono tradizioni contraddittorie circa le proposte di matrimonio ricevute e circa il fatto che ad esse Zaynab avesse contrapposto un suo rifiuto. Alcune fonti citano un suo terzo matrimonio e la morte anche di questo suo eventuale terzo marito.

## Matrimonio con Maometto
L'anno dopo il suo matrimonio con Hafsa bint Umar, Maometto le inviò un dono nuziale (mahr) di valore equivalente a 400 dirham o, più concretamente, a 12 once d'oro, proponendole di sposarlo. Si discute circa le modalità di proposta di questo matrimonio: nella al-Isaba di Ibn al-Kalbī, si afferma che il profeta abbia avanzato direttamente la proposta, mentre Ibn Hisham (che lavorò sulla primitiva e più antica biografia di Maometto, quella di Ibn Ishaq) scrisse che lo zio di lei, Qubaysa ibn 'Amr al-Hilali, abbia operato come mediatore.
Si dice che il matrimonio, che fu celebrato nel corso del mese di Ramadan, aveva lo scopo di rassicurare ai suoi seguaci che i morti in battaglia non avrebbero comportato per le loro famiglie un avvenire di fame e di miseria. Zaynab fu la prima delle mogli del Profeta a non essere coreiscita.

## Morte

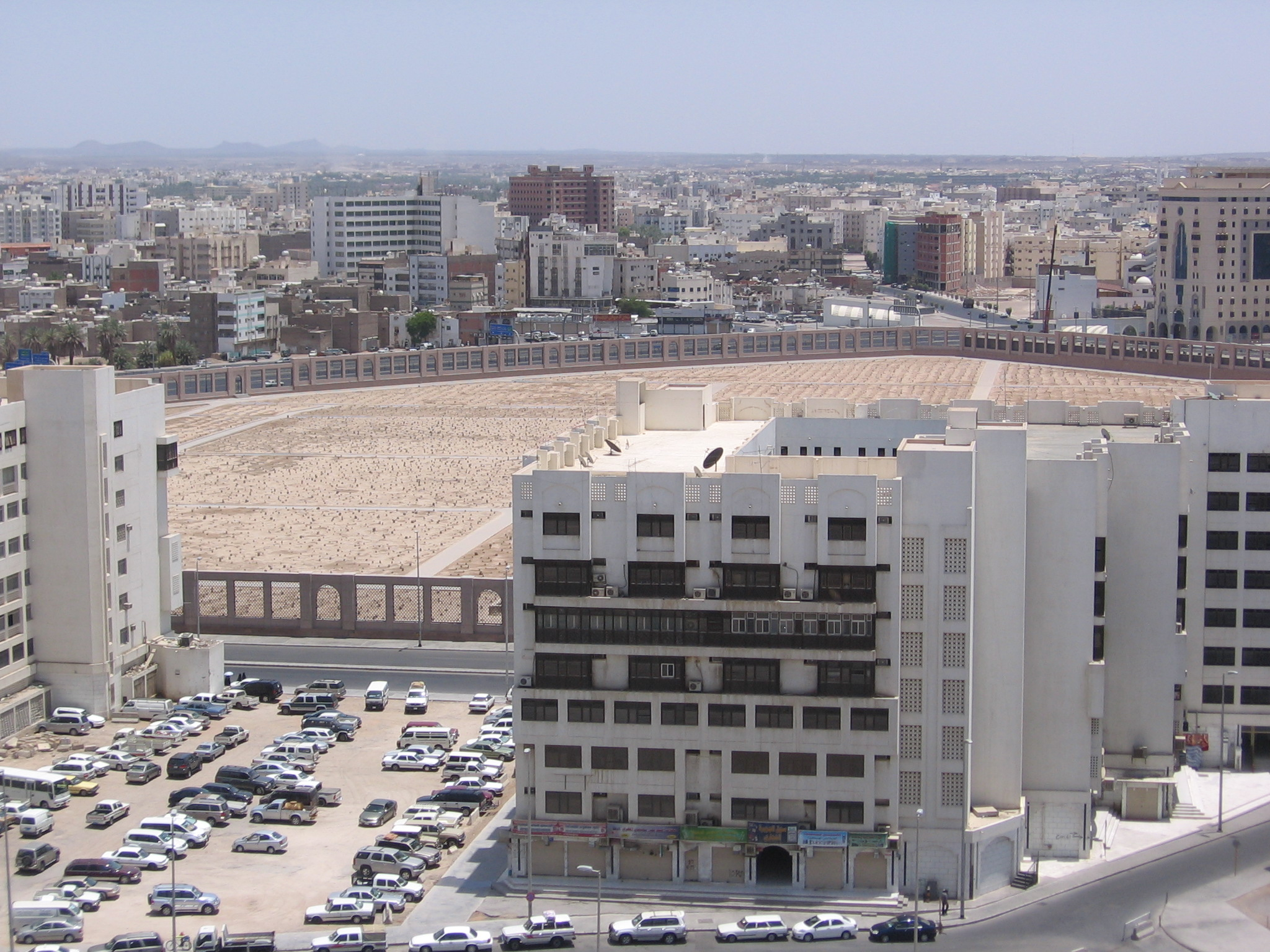
Cimitero medinese del Jannat al-Baqi, in cui fu inumata Zaynab.

Zaynab morì meno di due anni più tardi, forse addirittura due mesi dopo: forse nel mese di Rabīʿ al-thānī del 626. Fu così l'unica moglie a morire prima di Maometto, a parte Khadīja. I
Fu inumata nel cimitero del Baqi' al-Gharqad dal suo stesso marito.
Dopo la sua morte passò vario tempo prima che Maometto prendesse una nuova sposa, nella persona di Umm Salama, che disse: "Mi ha sposato e mi ha assegnato la stanza di Zaynab bint Khuzayma, la Madre dei poveri".